# Krauseola gillettii
Krauseola gillettii är en nejlikväxtart som beskrevs av William Bertram Turrill. Krauseola gillettii ingår i släktet Krauseola och familjen nejlikväxter. Inga underarter finns listade i Catalogue of Life.